# Le Major galopant

Le Major galopant (The Galloping Major) est un film britannique réalisé par Henry Cornelius et sorti en 1951.

## Synopsis
Le major Arthur Hill, qui tient une animalerie à Lambs Green, paisible quartier de Londres, a une passion dévorante pour les courses hippiques qui lui coûte cher. Si bien qu'à un moment, à force d'accumuler les dettes, il se trouve au bord de la faillite. Mais il découvre que Bill Collins, l'huissier venu le saisir, partage son goût pour le turfisme. A eux deux, ils parient sur un outsider qui... remporte la course. Une idée traverse alors l'esprit du major : pourquoi ne pas acheter le cheval gagnant ? Oui, mais où trouver 300 livres ?... Nouvelle idée d'Arthur : pourquoi ne pas créer  une société dont les habitants de Lambs Green seraient les actionnaires ? Idée acceptée avec enthousiasme par Bill et par la jeune Susan, fille du major. Mais, comme le dit le dicton, il y loin de la coupe aux lèvres.

## Fiche technique
- Titre original anglais : The Galloping Major
- Réalisation : Henry Cornelius
- Scénario : Monja Danischewsky & Henry Cornelius d'après une idée de Basil Radford
- Musique : Georges Auric
- Décors : Norman G. Arnold
- Costumes : Joan Ellacott
- Photographie : R. Stanley Pavey
- Son : George Burgess
- Montage : Geoffrey Foot
- Production : Monja Danichewsky & Henry Cornelius
- Société de production : Romulus Productions, British Lion
- Sociétés de distribution : 
  - Independent Film Distributors (Royaume-Uni)
  - Gaumont (France)
- Pays : Royaume-Uni
- Langue : anglais
- Dates de sortie :
  - Royaume-Uni : 5 mai 1951
  - France : 23 janvier 1952
- Genre : comédie
- Durée : 84 minutes

## Distribution
- Basil Radford : le major Arthur Hill
- Jimmy Hanley : Bill Collins
- Janette Scott : Susan Hill
- A.E. Mathews : Sir Robert Medleigh
- Rene Ray : Pam Riley
- Charles Victor : Sam Fisher
- Joyce Grenfell : Maggie
- Hugh Griffith : Harold Temple
- Gordon McLeod : membre du club